# Gjógv
Gjógv (výslovnost: [ʤɛgv], dánsky: Gjov, starší dánský název: Fundingsgjov, doslova: rokle, roklina) je vesnice ležící na severovýchodním cípu ostrova Eysturoy na Faerských ostrovech, 67 km od Tórshavnu. Je nejsevernější obcí na ostrově Eysturoy. Vesnice získala jméno podle 200 m vysoké rokliny, která leží severně od vesnice.
Dříve byl Gjógv součástí a současně správním centrem Gjáar Kommuny, ale od 1. ledna 2005, kdy došlo ke změně administrativního dělení na Faerských ostrovech, patří do Sunda Kommuny.

## Charakteristika
První zmínky o vesnici jsou z roku 1584, ale má se za to, že vesnice existovala již mnohem dříve. Obyvatelé se živili rybolovem a prodejem solených sušených ryb (klippfiskur ve faerštině). V jednu dobu vyplouvalo z Gjógvu až 13 rybářských lodí. Za posledních 60 let počet obyvatel prudce poklesl. Podle sčítání lidu z roku 1950 bylo ve vesnici 210 obyvatel. V roce 1982 byla postavena ve vesnici továrna na výrobu prefabrikovaných betonových prvků. Zaměstnává 6 lidí a je jediná svého druhu na ostrovech. Další průmyslové odvětví je zastoupeno rybí farmou a penzionem včetně tábořiště.

## Památky a zajímavosti
Vznik vesnického kostela se datuje k roku 1929. Byl prvním, který byl vysvěcen ve vesnici a první, který nabízí služby na Faerských ostrovech. Předtím museli obyvatelé vesnice využívat služeb kostela ve Funninguru. Na druhé straně silnice stojí sousoší jako památník rybářů, kteří zahynuli na moři. Na památníku jsou uvedena jména a věk všech rybářů, kteří zahynuli na moři od konce 19. století do poloviny 20. století. Sousoší matky a dvou dětí vyhlížejících na moře vytvořil Janus Kamban, který vytvořil množství památných soch na Faerských ostrovech.
Obecní škola byla postavena v roce 1884 z kamenů a balvanů a najednou ji navštěvovalo až 50 dětí. Nyní ji navštěvují pouze tři děti. Vesnický taneční sál byl v roce 1986 zrenovován a rozšířen a nyní je vesnických centrem. Všechny domy ve vesnici jsou podřízeny barevnému stylu domů na Faerských ostrovech, kde převládá červená, bílá a zelená barva. Ve vesnici dodnes stojí okolo 50 domů, ale kvůli rapidnímu poklesu počtu obyvatel jich je asi polovina neobydlená. V Gjógvu se však nachází penzion Gjáargarður, který pojme více lidí, než jich žije ve vesnici.
Nejbližší obchod s potravinami je ve vesnici Eiði, ale Gjógv má poštovní úřad v jednom z privátních domů, jenž je otevřen pět dnů v týdnu, vždy po 30 minut dopoledne a 30 minut odpoledne. Ve vesnici je také heliport, který se používá hlavně pro zdravotní pohotovost a záchranné operace na moři.
Gjógv má jeden z nejlepších přírodních přístavů na Faerských ostrovech. Nicméně lodě musí být vytaženy na rampu, aby byly chráněny proti příboji. Přístav skýtá nádhernou přírodní scenérii a je vyhledávaným turistickým cílem. Vesnice získala jméno podle rokliny, faersky gjógv (odvozeno od ze staroseverského slova gjó a shetlandského geo). Obyvatelé si říkají Gjáarfólk, odvozené přídavné jméno gjáar je odvozeno pravděpodobně z islandského slova 'gjá', jenž pochází ze staroseverského 'gjó', z kterého je odvozen název vesnice.
Tehdejší dánský korunní princ Frederik a korunní princezna Mary navštívili Gjógv 22. června 2005. Dva starší obyvatelé vesnice jmény Rita a Christian měli nápad umístit lavičku s nádherným výhledem na roklinu v moři. Lavička byla pokřtěna jménem Maryina lavička a korunní princezna byla první, kdo si na ní sedl. Při této příležitosti zazpívala pěvkyně Faerské opery Rúni Brattaberg.

## Okolí
V okolí je mnoho stezek k horám severně a západně od vesnice. Nejvyšším vrcholem mezi vesnicemi Gjógv a Eiði jsou Slættaratindur (882 m), nejvyšší hora Faerských ostrovů, a Gráfelli (857 m). Ambadalurské údolí leží severozápadně od vesnice Gjógv. Z Ambadaluru je krásný výhled na mořský komín, který místní nazývají Búgvin. Se 188 metry je nejvyšším samostatně stojícím mořským komínem na Faerech a nabízí bezpečné útočiště pro mnoho mořských ptáků. Východně od Gjógvu jsou vrcholy Tyril a Middagsfjall (601 m). Oba vrcholy skýtají nádherný pohled na Funningsfjørður (Funningurský fjord).

## Osobnosti
Z Gjógvu pochází:
- Joen Danielsen (1843–1926), básník
- Kristin Hervør Lützen, herečka
- Hans Jacob Debes (1940–2003), historik

## Galerie

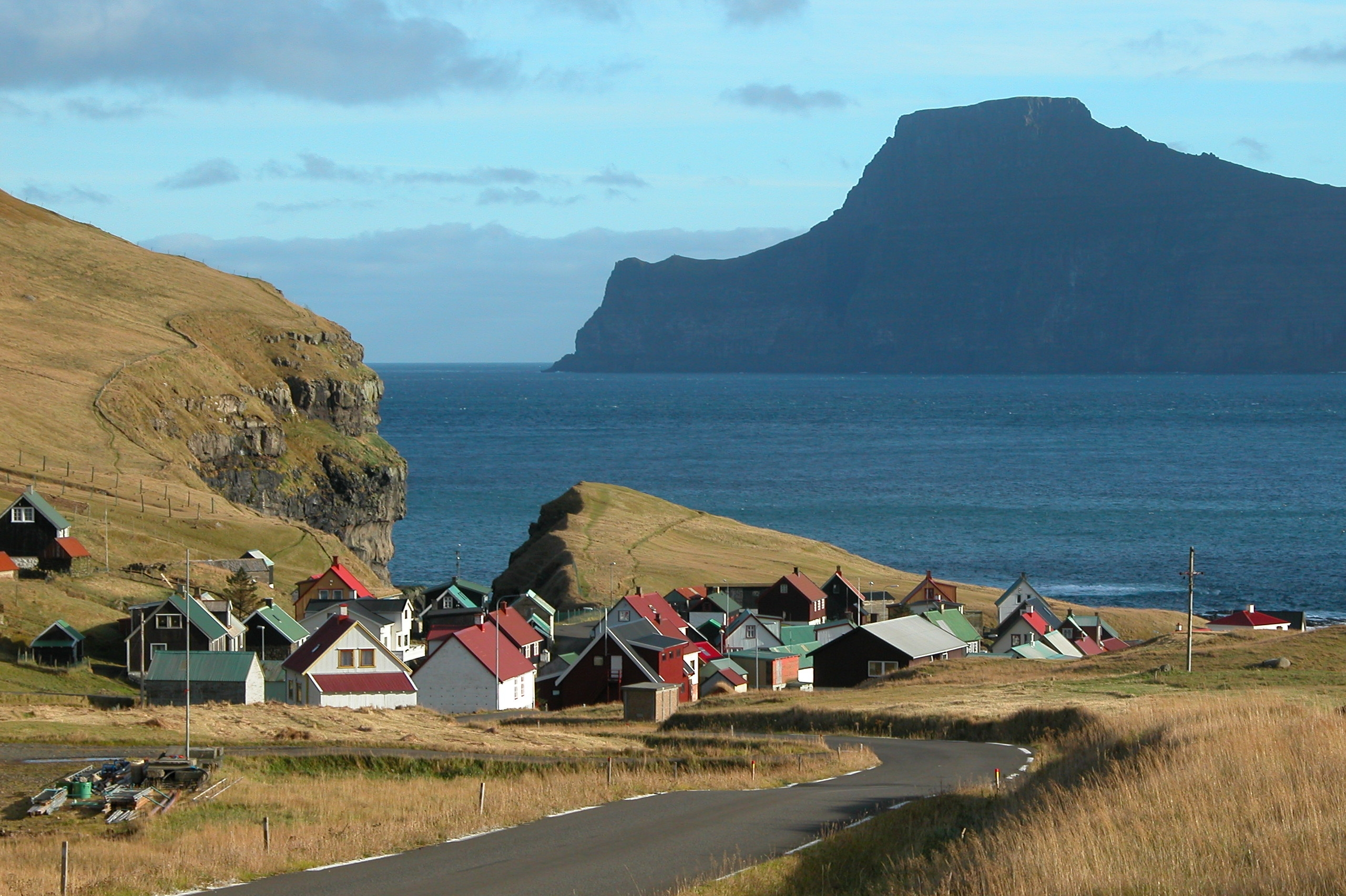
Gjógv
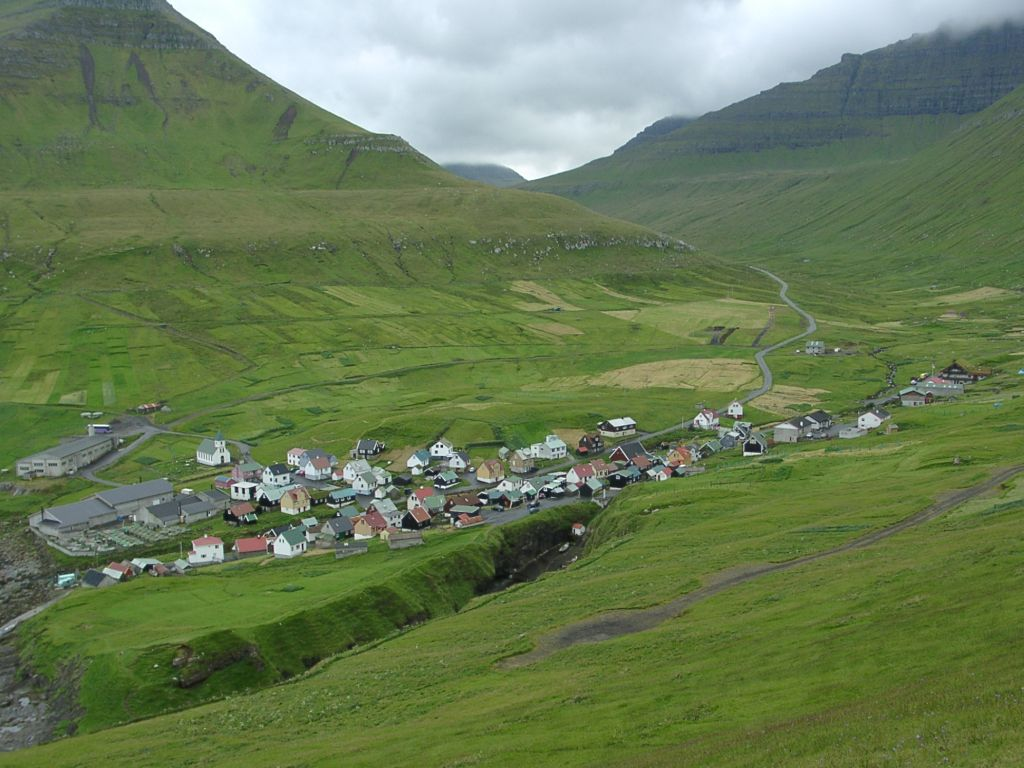
Vesnice Gjógv, 12. srpna 2003
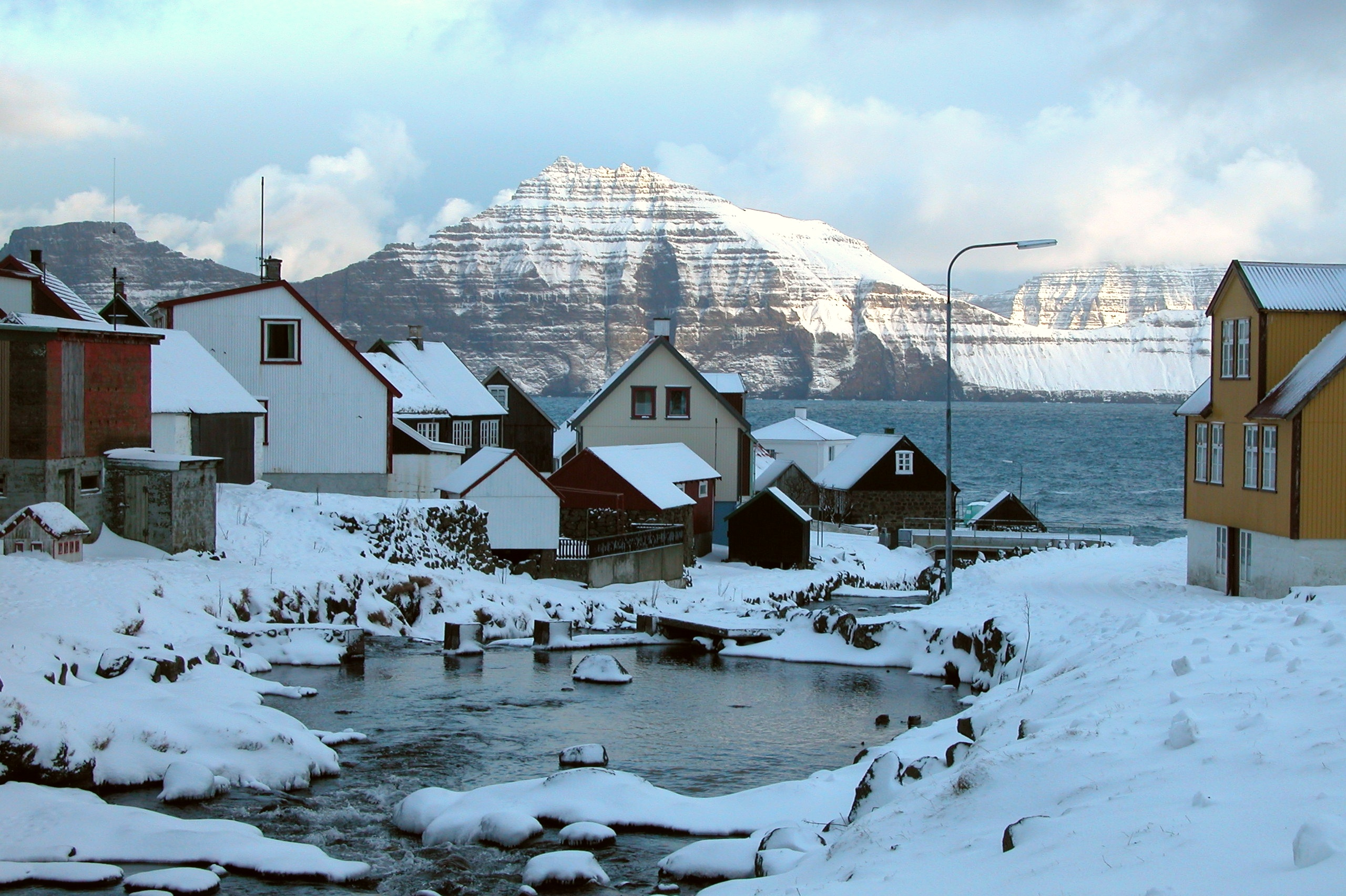
Zimní scenérie v Gjógvu
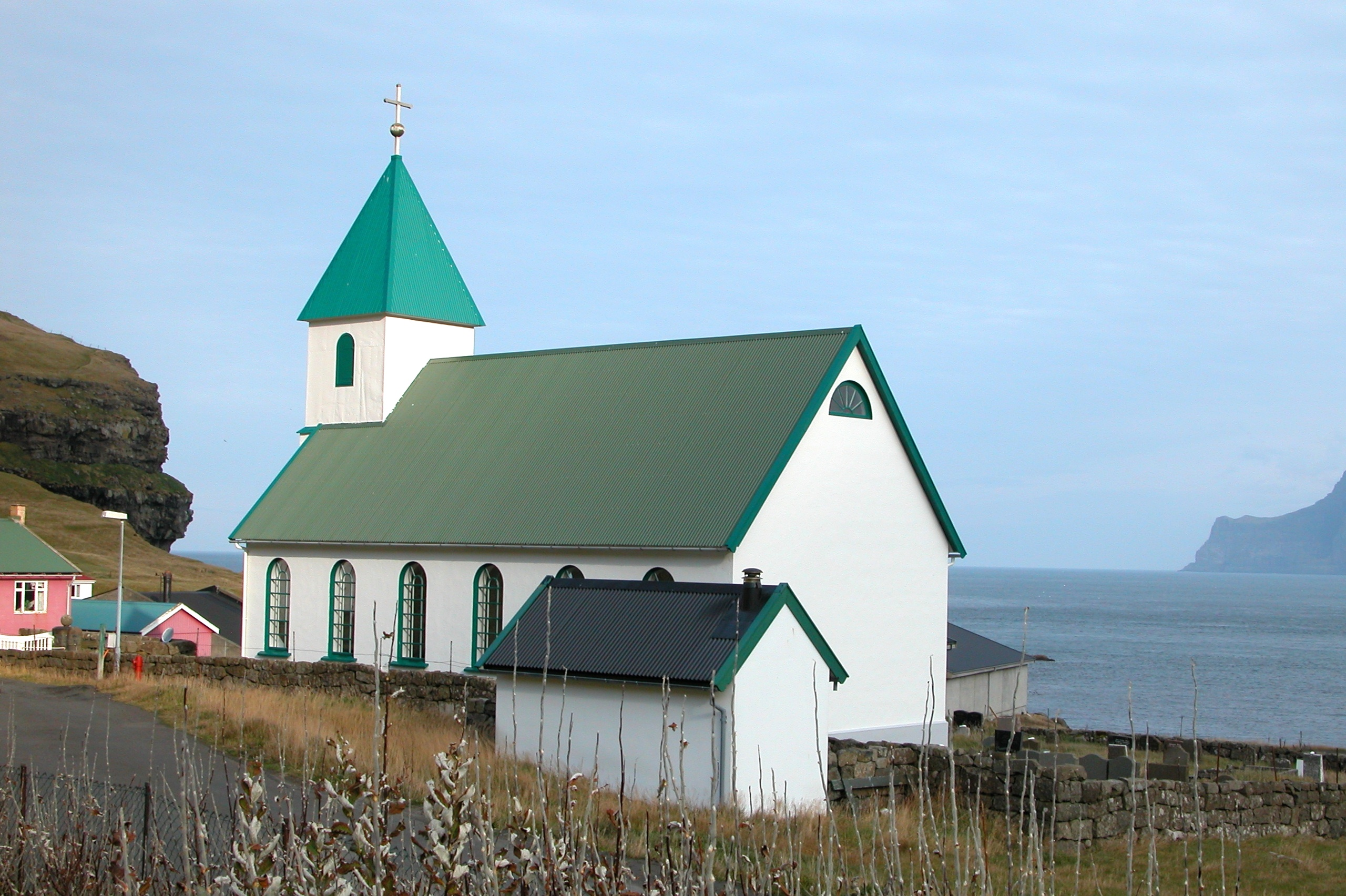
Kostel v Gjógvu

### Známky

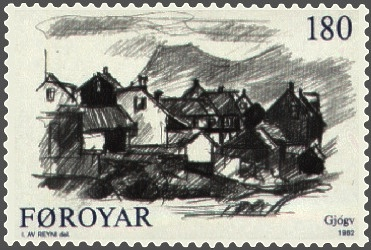
Vesnické motivy - Gjógv Vydáno: 7. června 1982 Autor: Ingálvur av Reyni
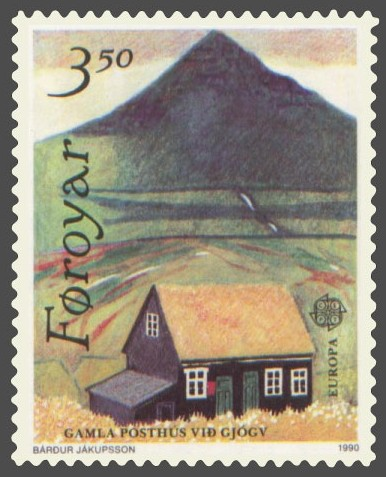
Starý poštovní úřad v Gjógvu Vydáno: 9. dubna 1990 Autor: Bárður Jákupsson
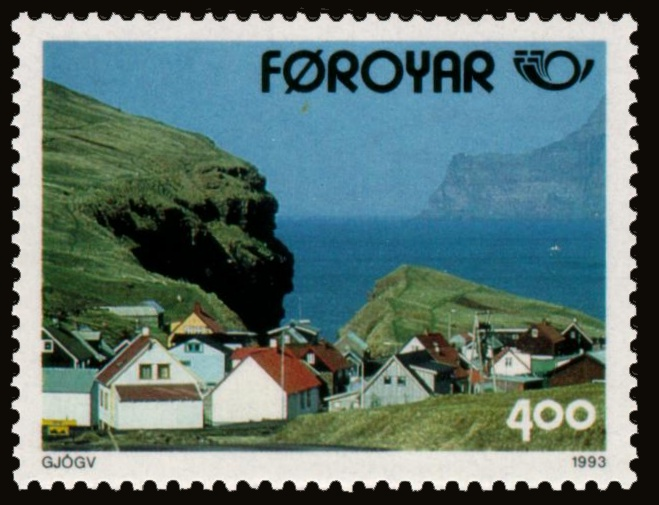
Vesnice Gjógv Vydáno: 5. dubna 1993
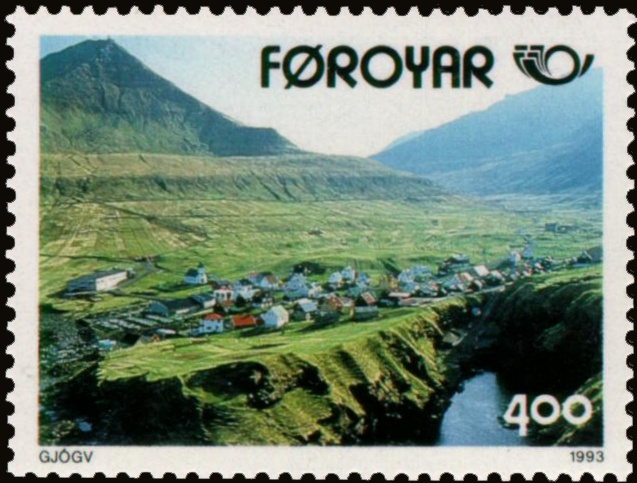
Vesnice Gjógv Vydáno: 5. dubna 1993

### Mapa

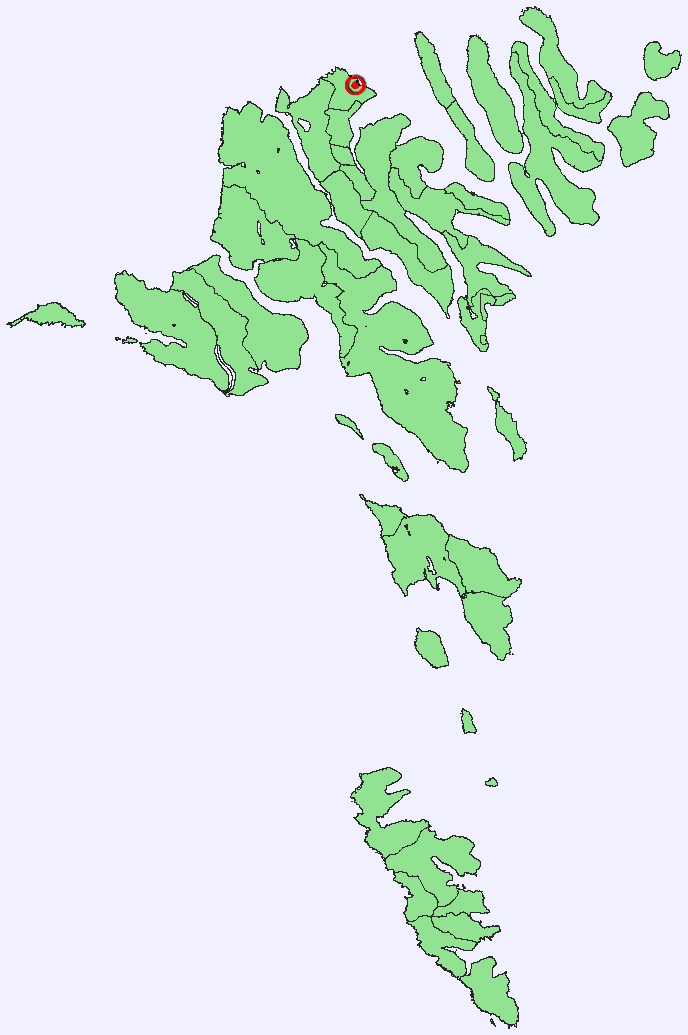
Poloha obce